# Стойчо Воденичаров
Стойчо или Стойко Воденичаров е български революционер, деец на Вътрешната македоно-одринска революционна организация.

## Биография
Воденичаров е роден в 1870 година в Лозенград, тогава в Османската империя, днес Къркларели, Турция. Влиза във ВМОРО. Братовчед е на Яни Воденичаров. След Керемидчиоглувата афера става член на Лозенградския революционен комитет, в който влизат и Никола Кърджиев (председател), Иван Карчев (секретар) и Никола Петков и Стойчо Орманджиев членове. Участва активно в подготовката на въстанието. След разкрития през май 1903 година е принуден да бяга в България и се установява в Бургас. Завръща се след амнистията в 1904 година.
Оставя спомени за революционната дейност в Одринско.